# Station Le Tréport-Mers
Station Le Tréport-Mers is een spoorwegstation in de Franse gemeente Le Tréport en bedient ook de nabijgelegen plaats Mers-les-Bains. Het is een kopstation.

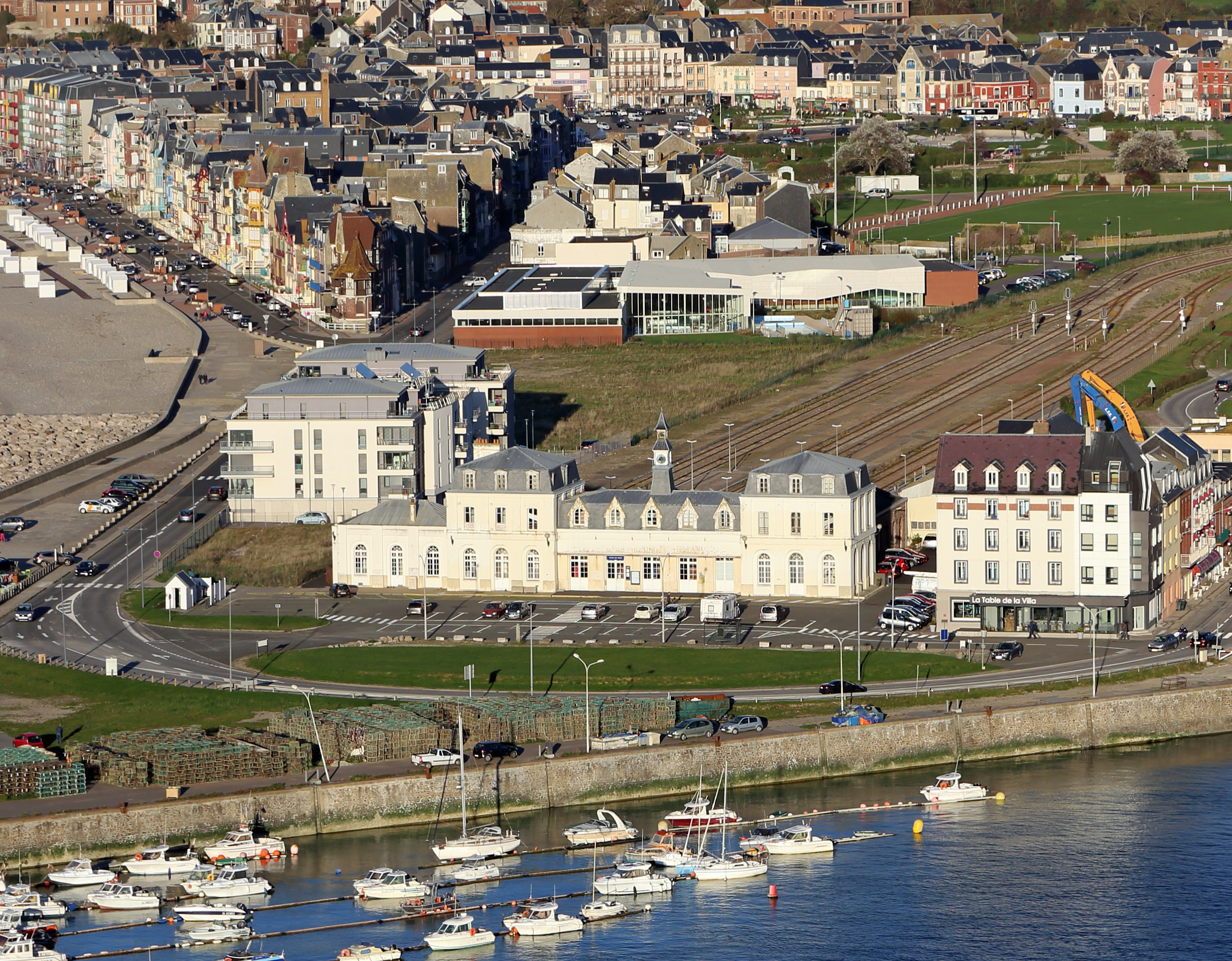
Het station gezien vanaf de kliffen van Le Tréport; op de achtergrond: Mers-les-Bains